# 1993 في مصر
فيما يلي قوائم الأحداث التي وقعت خلال عام 1993 في مصر.

## أحداث
- 4 أكتوبر – الاستفتاء الرئاسي المصري 1993

## ظهور
- 1 يناير – أخبار الأدب

## أفلام
من الأفلام التي صدرت هذه السنة في مصر:
- 1 يناير – أمريكا شيكا بيكا من إخراج خيري بشارة.
- 1 يناير – الباشا من إخراج طارق العريان.
- 1 يناير – الطريق إلى إيلات من إخراج إنعام محمد علي.
- 1 يناير – الهاربان من إخراج إسماعيل حسن.
- 1 يناير – بوابة إبليس
- 1 يناير – تحقيق مع مواطنة من إخراج هنري بركات.
- 1 يناير – توت توت
- 1 يناير – غبي على الزيرو
- 1 يناير – لولاكي من إخراج حسن الصيفي.
- 1 يناير – مرسيدس من إخراج يسري نصر الله.
- 1 يناير – مستر كاراتيه من إخراج محمد خان.
- 24 مارس – أقوى الرجال من إخراج أحمد السبعاوي.
- 19 يوليو – الرقص مع الشيطان
- 20 سبتمبر – 131 أشغال من إخراج نادر جلال.
- 27 سبتمبر – أرض الأحلام من إخراج داود عبد السيد.
- 27 ديسمبر – كروانة

## موسيقى

### ألبومات
من الألبومات التي صدرت هذه السنة في مصر:
- 1 يناير – لوين من غناء حميد الشاعري.
- 1 يناير – هدوء مؤقت من غناء حميد الشاعري.

## مواليد

### يناير
- 1 يناير – أحمد العش لاعب كرة قدم مصري.
- 1 يناير – كريم ممدوح لاعب كرة قدم مصري.
- 15 يناير – مسعد عوض لاعب كرة قدم مصري.

### مارس
- 5 مارس – أحمد حسن محجوب لاعب كرة قدم مصري.
- 8 مارس – نور الطيب لاعبة اسكواش مصرية.
- 21 مارس – محمد عادل جمعة لاعب كرة قدم مصري.

### مايو
- 11 مايو – تارا عماد ممثلة وعارضة أزياء مصرية.
- 20 مايو – رامي ربيعة لاعب كرة قدم مصري.

### يوليو
- 25 يوليو – ياسمين رستم لاعبة جمباز إيقاعي مصرية.
- 30 يوليو – مروان الشوربجي لاعب اسكواش مصري.

### أغسطس
- 1 أغسطس – صالح جمعة لاعب كرة قدم مصري.

### سبتمبر
- 1 سبتمبر – محمد شعبان بركات لاعب كرة قدم مصري.
- 17 سبتمبر – عمرو وردة لاعب كرة قدم مصري.
- 30 سبتمبر – محمد الشامي لاعب كرة قدم مصري.

### أكتوبر
- 3 أكتوبر – محمد حسن عبد الحفيظ لاعب كرة قدم مصري.

### نوفمبر
- 15 نوفمبر – هايدي موسى مغنية مصرية.

## وفيات

### مارس
- 27 مارس – كمال حسن علي (مواليد 1933)

### مايو
- 14 مايو – عزيز الشوان (مواليد 1916) ملحن مصري.

### سبتمبر
- 8 سبتمبر – زكي نجيب محمود (مواليد 1905) فيلسوف مصري.
- 8 سبتمبر – عمر شرف (مواليد 1925) دبلوماسي مصري.
- 12 سبتمبر – بليغ حمدي (مواليد 1931) ملحن مصري.

### أكتوبر
- 26 أكتوبر – علي رضا (مواليد 1924)